# Haemanthus montanus
Haemanthus montanus är en amaryllisväxtart som beskrevs av John Gilbert Baker. Haemanthus montanus ingår i släktet Haemanthus och familjen amaryllisväxter. Inga underarter finns listade i Catalogue of Life.